# Cornillon-en-Trièves
Cornillon-en-Trièves är en kommun i departementet Isère i regionen Auvergne-Rhône-Alpes i sydöstra Frankrike. Kommunen ligger i kantonen Mens som tillhör arrondissementet Grenoble. År 2022 hade Cornillon-en-Trièves 169 invånare.

## Befolkningsutveckling
Antalet invånare i kommunen Cornillon-en-Trièves
Referens:INSEE